# Nerwiakowłókniakowatość
Nerwiakowłókniakowatości (neurofibromatozy, łac. neurofibromatoses) – grupa chorób genetycznych dziedziczonych autosomalnie dominująco cechujących się obecnością licznych, niezłośliwych nowotworów pochodzenia nerwowego.

## Obraz kliniczny
Znane są przynajmniej dwa typy choroby różniące się objawami i defektem genetycznym za nie odpowiedzialnym.
- Nerwiakowłókniakowatość typu 1 (NF-1, dawniej choroba von Recklinghausena) dotyczy 90% chorych. Charakteryzuje się triadą objawów: obecnością licznych nerwiakowłókniaków (guzków podskórnych zbudowanych z elementów nerwów obwodowych oraz fibroblastów), plamami na skórze o wyglądzie "kawy z mlekiem" (café-au-lait) oraz zmianami barwnikowymi tęczówki (guzki Lischa). Niekiedy nerwiakowłókniaki mogą być obecne w innych lokalizacjach, np. narządach wewnętrznych.
- Nerwiakowłókniakowatość typu 2 (NF-2, dawniej nazywana obustronną neurofibromatozą nerwu słuchowego lub typu centralnego). Objawy: plamy kawowe, nerwiaki nerwów słuchowych, oponiaki.

Niezależnie od typu możliwe jest złośliwienie zmian guzowatych, a także obserwuje się zwiększone ryzyko wystąpienia innych guzów – glejaków, oponiaków lub guza chromochłonnego rdzenia nadnerczy.